# Hübitz
Hübitz este o comună din landul Saxonia-Anhalt, Germania.